# 1511 Daléra
1511 Daléra este un asteroid din centura principală, descoperit pe 22 martie 1939, de Louis Boyer.

## Denumirea asteroidului
Asteroidul poartă numele în onoarea lui Paul Daléra, prieten al descoperitorului.